# Hoplocnemis armata
Hoplocnemis armata är en skalbaggsart som beskrevs av Hermann Burmeister 1844. Hoplocnemis armata ingår i släktet Hoplocnemis och familjen Melolonthidae. Inga underarter finns listade i Catalogue of Life.